# Gitara powietrzna

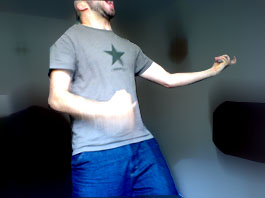
Przykład gitary powietrznej

Gitara powietrzna – połączenie tańca i ruchu, które ma służyć jak najwierniejszemu przedstawieniu imitacji gry solówek na gitarze elektrycznej. Gra na gitarze powietrznej zwykle składa się z przesadnych ruchów poruszania strunami i piórkowania, często idzie w parze z głośnym śpiewem lub zsynchronizowanym z muzyką ruchem warg.

## Początki
Przykłady aktywności gitary powietrznej wśród fanów heavy metalu miały miejsce w późnych latach 70. Na DVD Iron Maiden The Early Years, byli i obecni członkowie zespołu twierdzili, że fani przybywali na występy z wyciętymi z drewna gitarami i gorliwie naśladowali to co odgrywało się na scenie. Ostatecznie, praktyka została przechwycona przez pozostałych fanów, z których część nie posiadała nawet gitar domowej roboty i „dawali czadu” na swoich „gitarach powietrznych”. Jednakże najprawdopodobniej to Joe Cocker był jednym z pierwszych muzyków, którzy aktywnie demonstrowali technikę gitary elektrycznej na scenie. Podczas wprowadzającego solo gitarowego do jego występu na żywo „With a Little Help From My Friends” na festiwalu muzycznym w Woodstock w 1969 roku, można było obserwować jak symuluje grę, bez gitary w rękach.
Również, dwanaście lat przed Woodstock, około 1957 roku, Bill Reed z The Diamonds, podczas występu na żywo w telewizji, był widziany jak gra na gitarze powietrznej podczas wykonywanej przez siebie deklamacji piosenki „Words of Love”.

## Zawody
Zorganizowane zawody gitary powietrznej regularnie odbywają się w wielu krajach. Pierwsze konkursy gitary powietrznej on-off odbyły się we wczesnych latach 80. w Szwecji i Stanach Zjednoczonych. Od 1996 coroczny konkurs Światowych Mistrzostw Gitary Powietrznej (Air Guitar World Championships) jest częścią Oulu Music Video Festival w Oulu, w Finlandii, która obecnie zarządza sieć Air Guitar World Championships Network. W 2007 roku na sieć składa się siedemnaście krajów: Stanów Zjednoczonych, Finlandii, Kanady, Holandii, Austrii, Grecji, Meksyku, Norwegii, Wielkiej Brytanii, Szwajcarii, Francji, Włoch, Słowenii, Chorwacji, Japonii, Australii i Nowej Zelandii. Zasady mają wiele wspólnego z figurową jazdą na lodzie, szczególnie naliczanie punktów w systemie 6.0. Najczęściej spotykany zbiór zasad składa się z jak następuje: Każdy uczestnik musi grać na gitarze powietrznej na scenie w dwóch rundach, każdej trwającej 1 minutę.
Runda 1 uczestnik odgrywa wybrane przez siebie utwory. Zwykle piosenki są edytowane (lub częściowo tworzone) by mieściły się w 60 sekundach.
Runda 2 uczestnicy odgrywają część piosenki wybranej przez organizatorów bądź współzawodnika; zazwyczaj piosenka pozostaje nieujawniona i a jej wybór jest trzymany w tajemnicy aż do rozpoczęcia rundy, aby uczestnik musiał improwizować.
Zawodnicy grają pojedynczo, zespół wspierający, czy to z prawdziwymi czy powietrznymi instrumentami jest zabroniony; technik obsługi i groupies są dozwolone dla stworzenia wizerunku, jednakże muszą oni opuścić scenę przed rozpoczęciem występu. Uczestnicy muszą grać na gitarze powietrznej, tak więc np. powietrzna perkusja, pianino i inne instrumenty są niedozwolone. Powietrzna gitara może być akustyczną, elektryczną bądź obiema. Generalnie nie ma specjalnych nakazów co do stroju, uczestnicy są zachęcani do użycia wszelkich ubiorów i rekwizytów, które mogłyby dodać charakteru i urozmaicić występ. Jednakże, wszelki sprzęt muzyczny bądź załoga jak na przykład: instrumenty, wzmacniacze, efekty, członkowie zespołu wspierającego, itp. jest surowo zakazana. Niektóre imprezy czynią wyjątek dla użycia kostki do gry, inne nie.
Komisja sędziowska składa się z sędziów niezależnych, zazwyczaj ze sławnych muzyków bądź krytyków muzycznych. Sędziowie używają tego samego systemu naliczania punktów co w łyżwiarstwie figurowym: jest kilka kryteriów. Każdy sędzia przyznaje uczestnikowi punkty od 4.0 do 6.0 w każdej z kategorii. Najniższe i najwyższe wyniki zostają odrzucone, pozostałe zostają zsumowane. Zawodnik z najwyższą sumą punktów wygrywa.

## Kryteria oceny
Zawartość techniczna - na ile występ wygląda jak prawdziwa gra, włącznie z adekwatnym otworzeniem wszystkich ornamentów, palcówek, solówek oraz ruchów technicznych. Prezencja na scenie - charyzma gwiazdy rocka, umiejętności dawania czadu, brak tremy i moc by nakręcić tysiące słuchaczy; zawiera w sobie wykonywanie ruchów gitarowych i innych demonstracji emocji.
„Powietrzność” - najbardziej subiektywne z kryteriów, jak „prezentacja” w łyżwiarstwie figurowym - na ile występ był przejawem artyzmu samego w sobie, a nie wyłącznie symulacją gry na gitarze.